# Progressieve Partij (Verenigde Staten, 1912)

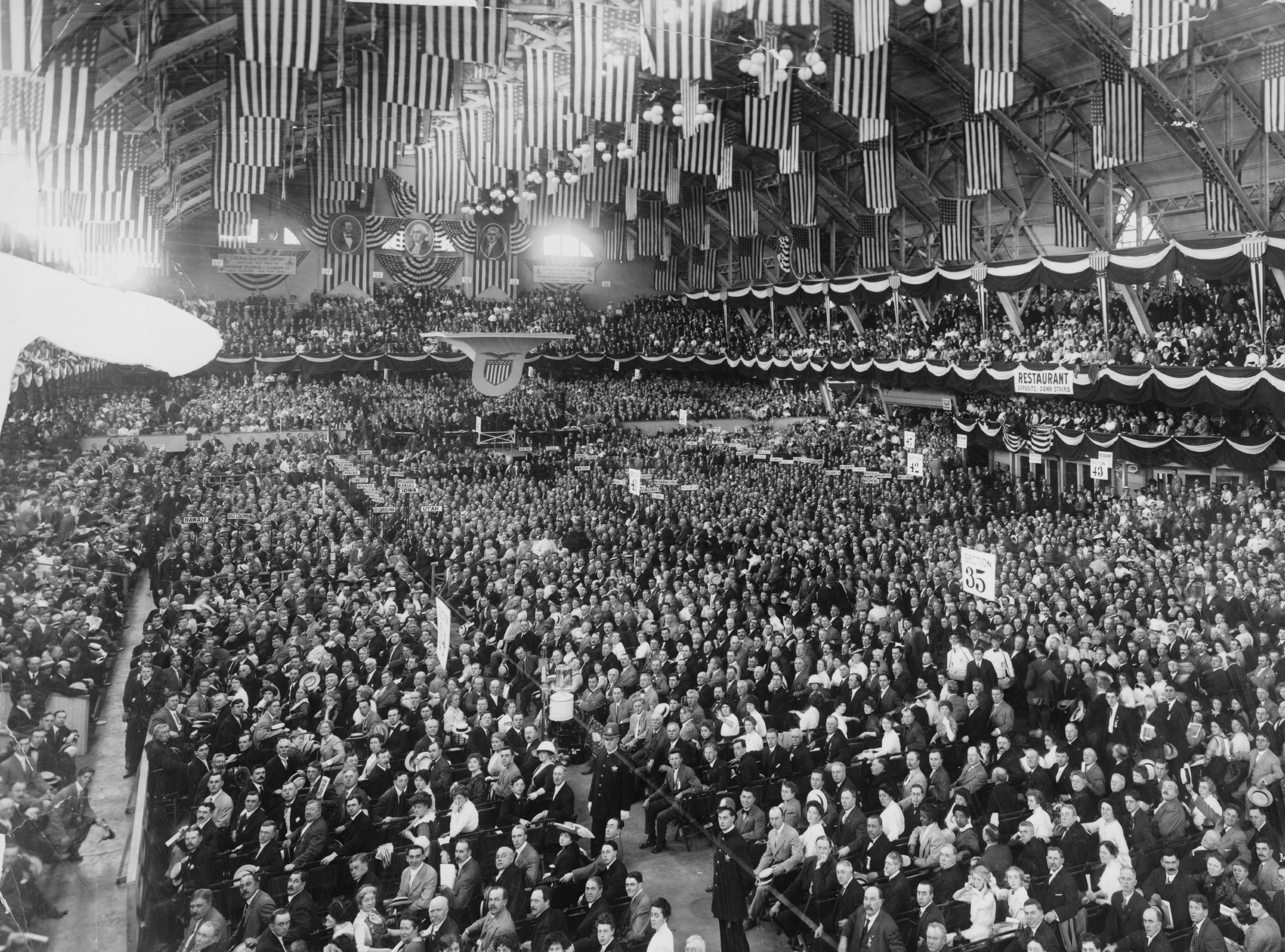
De nationale conventie van de Progressieven in 1912

De Progressieve Partij (Engels: Progressive Party) was een Amerikaanse politieke partij opgericht in 1912 nadat er onenigheid was opgetreden binnen de Republikeinse Partij. Voormalig president van de Verenigde Staten Theodore Roosevelt kon zich niet meer vinden in het beleid van toenmalig president, William Howard Taft, die Roosevelt zelf had aangeduid als zijn Republikeinse opvolger. De nieuw opgerichte Progressieve Partij koos Roosevelt in 1912 als haar presidentskandidaat. Roosevelt kon de verkiezing niet verzilveren (de Democraat Woodrow Wilson won), maar eindigde toch tweede, vóór Taft. In 1914 behaalde de Progressieve Partij nog slechts enkele verkiezingswinsten. In 1916 werd de partij opgeheven en twee jaar later sloten de verkozenen zich terug aan bij de Republikeinen.
De partij staat ook bekend als de Bull Moose Party nadat voormalig president Roosevelt op een campagnemoment in Wisconsin beschoten en geraakt was. Hij stelde het publiek gerust met de woorden "I'm fit as a bull moose" en maakte zijn anderhalf-uur durende speech ondanks de verwonding af.

## Gelijknamige partijen
In 1924 werd er nog een, weinig succesvolle, Progressieve Partij opgericht in de VS. Ten slotte zag nog een gelijknamige politieke partij het licht in 1948. Geen van beide partijen had banden met de oorspronkelijke Progressieve Partij.